# Romanowo (Kłodzko)

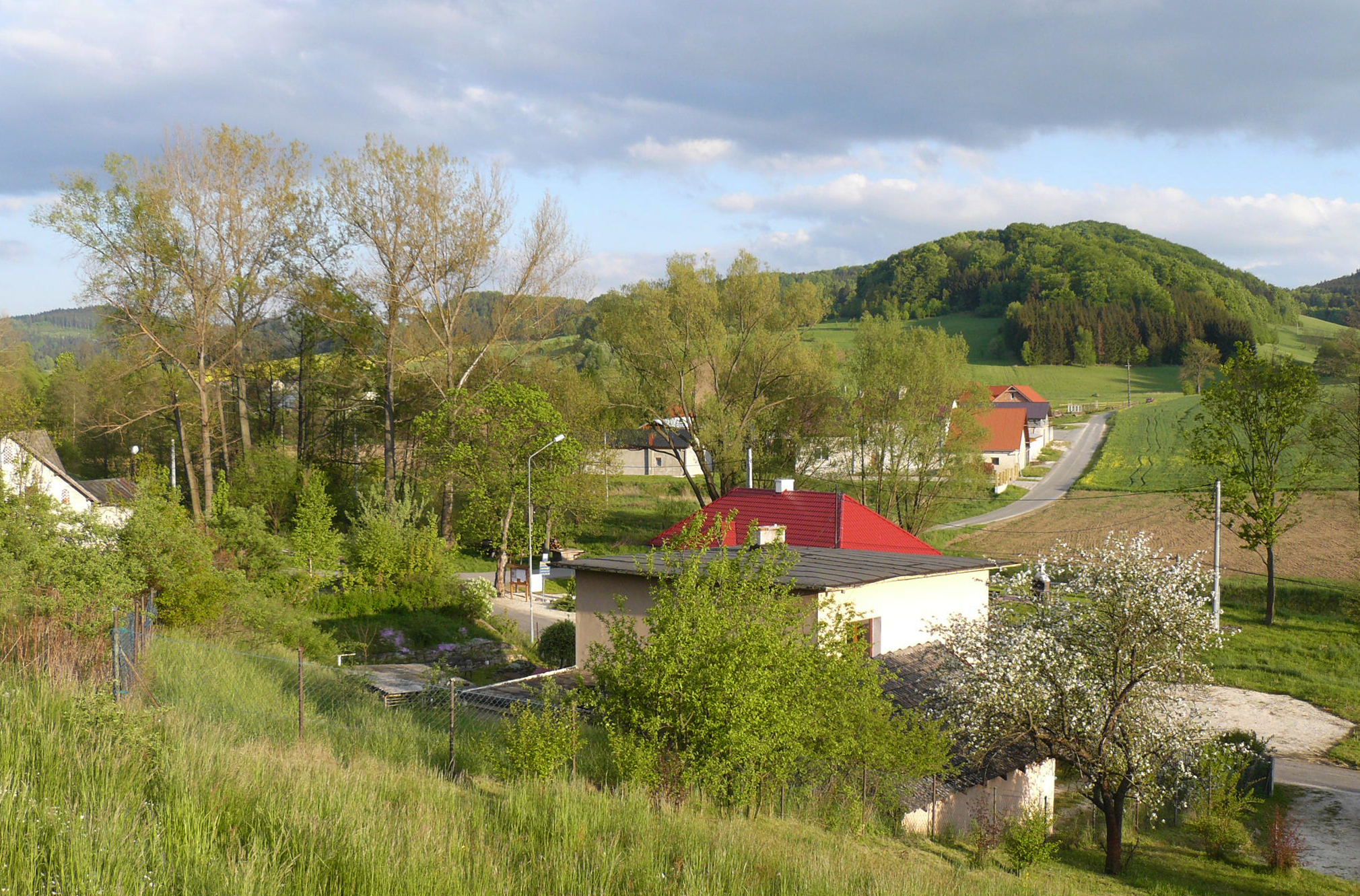
Gesamtansicht

Romanowo (deutsch: Raumnitz ) ist ein Ort in der Landgemeinde Kłodzko im Powiat Kłodzki der Wojewodschaft Niederschlesien in Polen. Es liegt etwa elf Kilometer südlich von Kłodzko (Glatz).

## Geographie
Romanowo liegt nordwestlich der Kuhberge (polnisch Krowiarki). Nachbarorte sind Ołdrzychowice Kłodzkie (Ullersdorf) im Norden, Trzebieszowice (Kunzendorf an der Biele) im Osten, Piotrówka (Herrnpetersdorf) im Süden und Mielnik (Melling) im Westen.

## Geschichte
Raumnitz gehörte zum böhmischen Glatzer Land, mit dem es die Geschichte seiner politischen und kirchlichen Zugehörigkeit von Anfang an teilte. Erstmals erwähnt wurde es 1350 als „Ramnicz“, danach 1358 als „Rampnicz“. Es war zur Pfarrkirche Ullersdorf gewidmet und gehörte zum dortigen Niederhof. Mitte des 17. Jahrhunderts erbaute Johann Carl von Klinkovsky auf ausgerodetem Grund in Oberraumnitz ein kleines Vorwerk, das nach einigen Jahren ruiniert und im Jahre 1700 wiederhergestellt wurde. Im 18. Jahrhundert erfolgte in Niederraumnitz der Bau von mehreren Kolonistenhäusern.
Nach dem Ersten Schlesischen Krieg 1742 und endgültig mit dem Hubertusburger Frieden 1763 fiel Raumnitz zusammen mit der Grafschaft Glatz 1763 an Preußen. Nach der Neugliederung Preußens gehörte es ab 1815 zur Provinz Schlesien und wurde 1816 dem Landkreis Glatz eingegliedert, mit dem es bis 1945 verbunden blieb. 
Als Folge des Zweiten Weltkriegs fiel es 1945 wie fast ganz Schlesien an Polen und wurde zunächst in Rąbieniec, danach in Romanowo umbenannt. Die deutsche Bevölkerung wurde 1946 vertrieben. Die neu angesiedelten Bewohner waren teilweise Zwangsumgesiedelte aus Ostpolen, das an die Sowjetunion gefallen war. 1975–1998 gehörte Romanowo zur Woiwodschaft Wałbrzych (Waldenburg).

## Persönlichkeiten
- Georg Siegmund (1903–1989), römisch-katholischer Priester, Philosoph und Biologe